# Eusebios von Emesa
Eusebios von Emesa (* um 295 in Edessa, Mesopotamien; † vor September 359 in Antiochia) war Theologe und Bischof von Emesa.

## Leben
Eusebios entstammte einer angesehenen Familie in Edessa. Im Jahre 312 studierte er an der aufblühenden Theologenschule von Antiochia. Seine Lehrer waren Eusebius von Caesarea und Patrophilus von Scythopolis. Dann ging er weiter nach Alexandria, um dort seine philosophische Bildung zu erweitern.
Eusebios war ein bedeutender Exeget, ein Vorläufer der Auslegung der antiochenischen Theologie. Er war außerdem Anhänger der Lehre des Arianismus und stand den Homousianern nahe.
Sein Ruf als Astrologe führte dazu, dass er in hoher Gunst bei dem römischen Kaiser Constantius II. stand. Eusebius begleitete ihn auf einigen Reisen und zog mit ihm 338 in den Krieg gegen den persischen Großkönig Schapur II. (siehe Römisch-Persische Kriege).
Vor 340 kehrte er nach Antiochia zurück, nachdem er sich einen Namen als Redner und Theologe erworben hatte. Die Synode von Antiochia wollte ihn 341 zum Nachfolger des abgesetzten Bischofs Athanasius von Alexandrien berufen. Da Eusebios die Berufung ablehnte, wählte die Synode Gregor von Kappadokien. Eusebios verlieh man das kleine phönikische Bistum Emesa.
Die abergläubischen Emeser misstrauten ihm wegen seiner umfangreichen Kenntnisse in Mathematik, Astronomie und Astrologie und beschuldigten ihn der Ausübung der Magie. Daher war er gezwungen, nach Laodicea zu fliehen, ehe der Patriarch von Antiochia seine Wiedereinsetzung bewirkte. Eusebius hat wohl sein Amt nie mehr aktiv wahrgenommen und verblieb seitdem in Antiochia.
Eusebius von Vercelli und Gaudentius von Novara waren jeweils die späteren ersten Bischöfe ihrer Bistümer. Sie besuchten das Heilige Land um 355 bis 359, wobei Gaudentius von Novara den im Exil lebenden Eusebios von Emesa um 355 in Scythopolis getroffen hat.
Eusebios ist laut Hieronymus in Antiochia begraben worden, weshalb man annimmt, dass er dort auch starb, und zwar spätestens im Jahr 359. Dies ist dadurch bezeugt, dass im September 359 ein Paulus als Bischof von Emesa am Konzil von Seleukia teilnahm. Da wir jedoch nicht wissen, wann Paulus sein Amt als Eusebios’ Nachfolger antrat, kann Eusebios auch schon einige Jahre vorher verstorben und durch Paulus abgelöst worden sein. David Woods hat deshalb die gewagte Vermutung aufgestellt, der Bischof Eusebios könne identisch sein mit einem von Ammianus Marcellinus erwähnten Rhetor Eusebios, genannt Pittakas, der Ende 354 in Antiochia von den Schergen des Constantius Gallus gefoltert und hingerichtet wurde.
Seine Biographie wurde von seinem Freund Georg von Laodicea verfasst. Sie ist zwar nicht erhalten, wurde aber von dem Kirchenhistoriker Sokrates Scholastikos genutzt, dessen Passagen zu Eusebios erhalten sind.
Seine sehr vielen Schriften sind meistens in lateinischen und armenischen Übersetzungen erhalten. Griechisch gibt es jetzt nur eine Sammlung von Fragmenten.